# Е ди Пит
Е ди Пит (фр. Haye-du-Puits) насеље је и општина у северној Француској у региону Доња Нормандија, у департману Манш која припада префектури Кутанс.
По подацима из 2011. године у општини је живело 1647 становника, а густина насељености је износила 313,71 становника/km². Општина се простире на површини од 5,25 km². Налази се на средњој надморској висини од 37 метара (максималној 94 m, а минималној 29 m).

## Демографија
| 1962. | 1968. | 1975. | 1982. | 1990. | 1999. | 2011. |
| ----- | ----- | ----- | ----- | ----- | ----- | ----- |
| 1.627 | 1.632 | 1.714 | 1.779 | 1.912 | 1.882 | 1.647 |

График промене броја становника у току последњих година